# Vallei van de Hoëgne
De Vallei van de Hoëgne is een Natura 2000-gebied in de Belgische deelgemeente Sart in de provincie Luik. Het gebied is 610 hectare groot en ligt langs de oevers van de Hoëgne.
Leonard Legras (1839-1914), voorzitter van de Sart attractions, was de promotor voor de aanleg van de wandeling. Op 29 september, ten tijde van de opening, bezocht koningin Marie-Henriette het natuurgebied. Zij reed vaak te paard door deze bossen. Een van de watervallen kreeg haar naam, de grotere die van haar echtgenoot Leopold II.

## Geologie, fauna en flora
Het water van de Hoëgne is afkomstig van het plateau van de Hoge Venen en heel zuur. De waterloop wordt omzoomd door elzenbroekbos met hogerop een eiken-haagbeukenbos en beukenbos.
Hier vindt men kwartsietrotsen, meer dan 500 miljoen jaar oud. Ze ontstonden toen dit gebied op 38° zuiderbreedte lag, op de bodem van een koraalzee. Druk en hitte vormden het zand om tot zandsteen en dan tot kwartsiet. Men treft hier de specht (drie belangrijke soorten), de ruigpootuil en 56 soorten levermossen en 83 soorten bladmossen aan (waaronder het gewoon vetkelkje, groot zweepmos, bosveenmos). Witte veldbies, zevenster en de witte klaverzuring zijn planten die hier groeien. Beekloper en boomklever zijn er te zien.

### Veentaart
Een veentaart (zie afbeelding) is geen teken van verontreiniging maar is een natuurlijk verschijnsel en heeft een zuiverend effect. De kracht van het water vormt een emulsie die bestaat uit humus met colloïdale klei, onverzeepbare vetten, plantaardige saponinen en onverzadigde vetzuren. De gele kleur wordt veroorzaakt door elementen in de bodem.

## Galerij

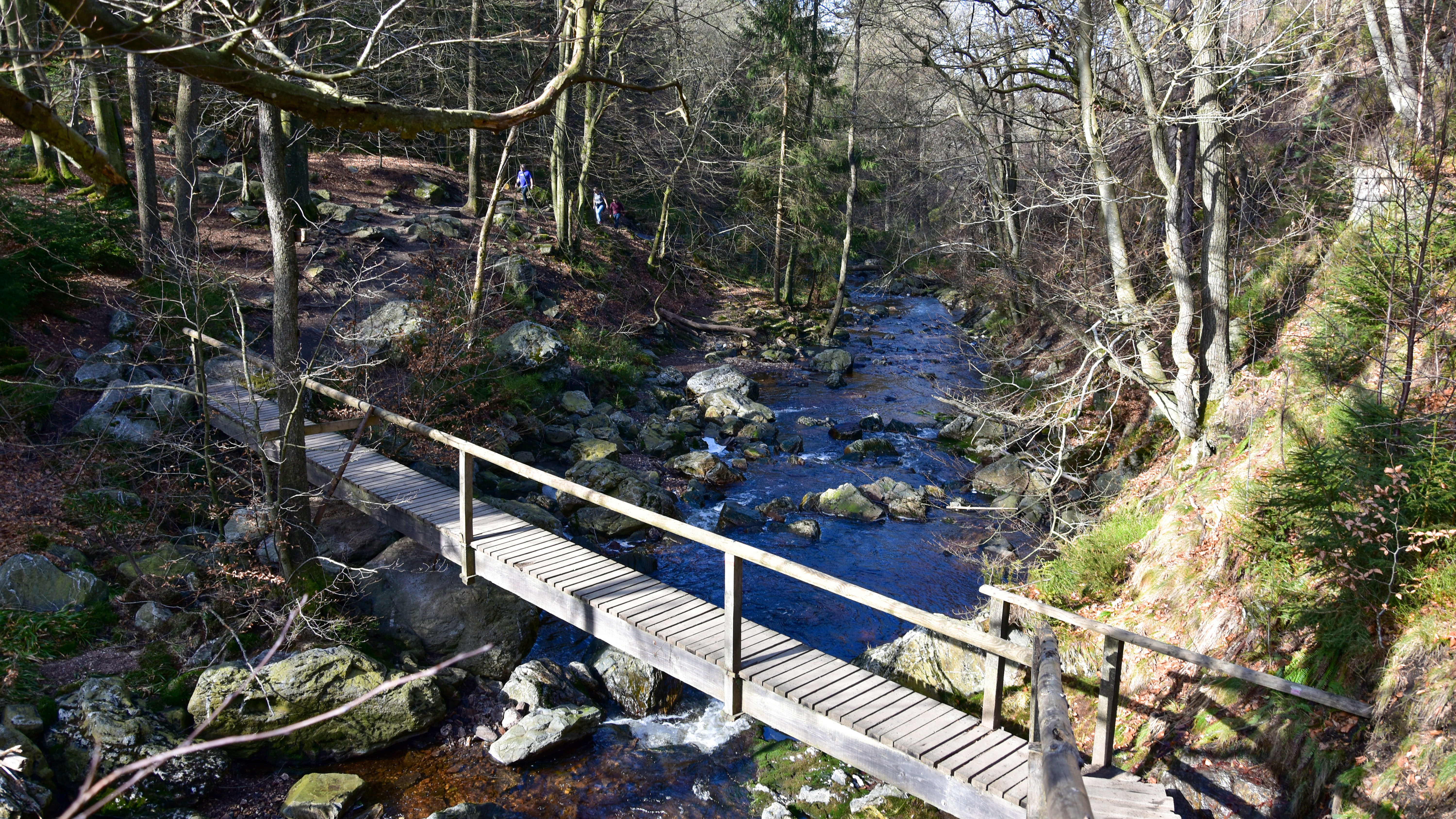
De vallei
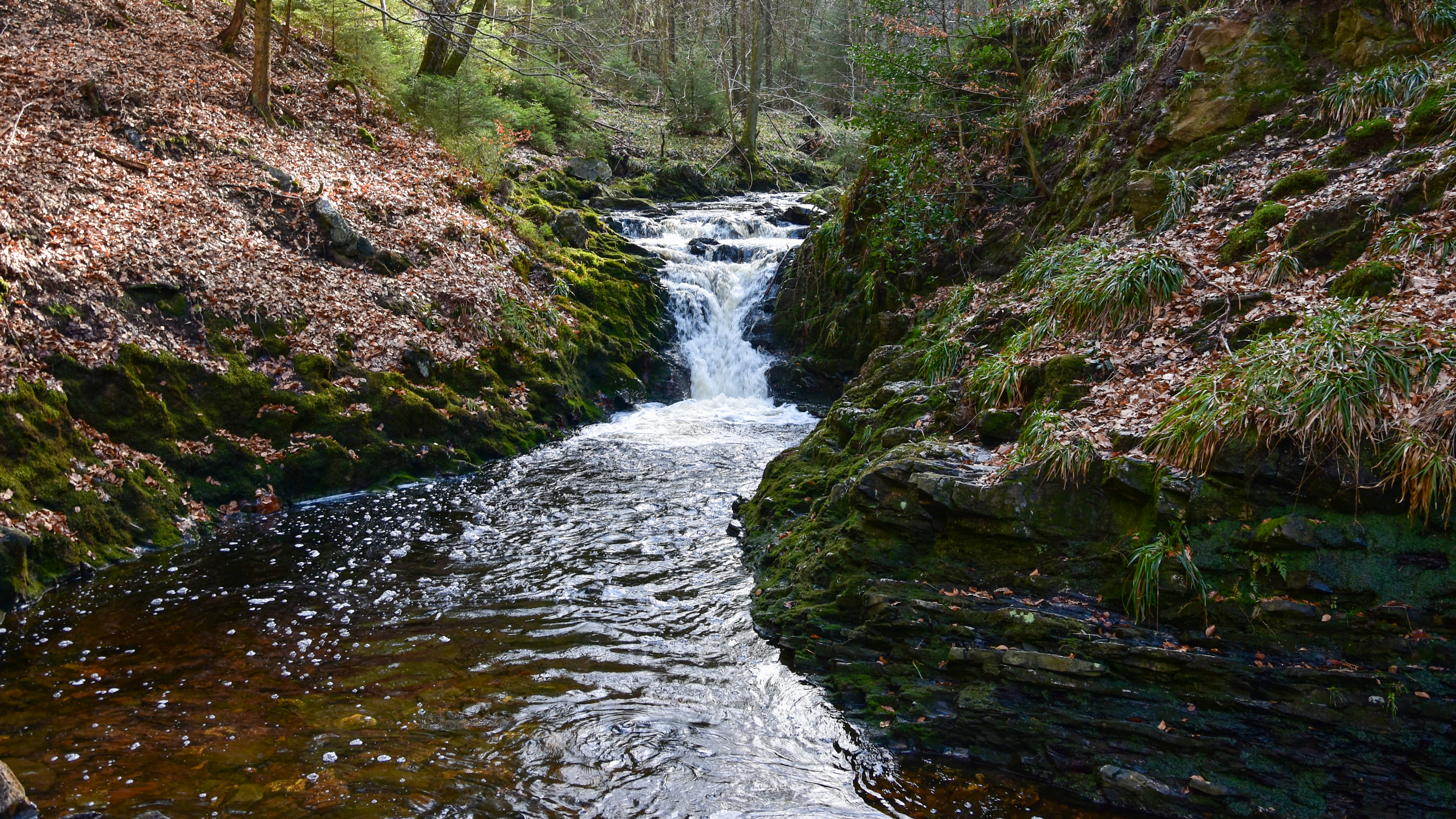
Leopold II-waterval
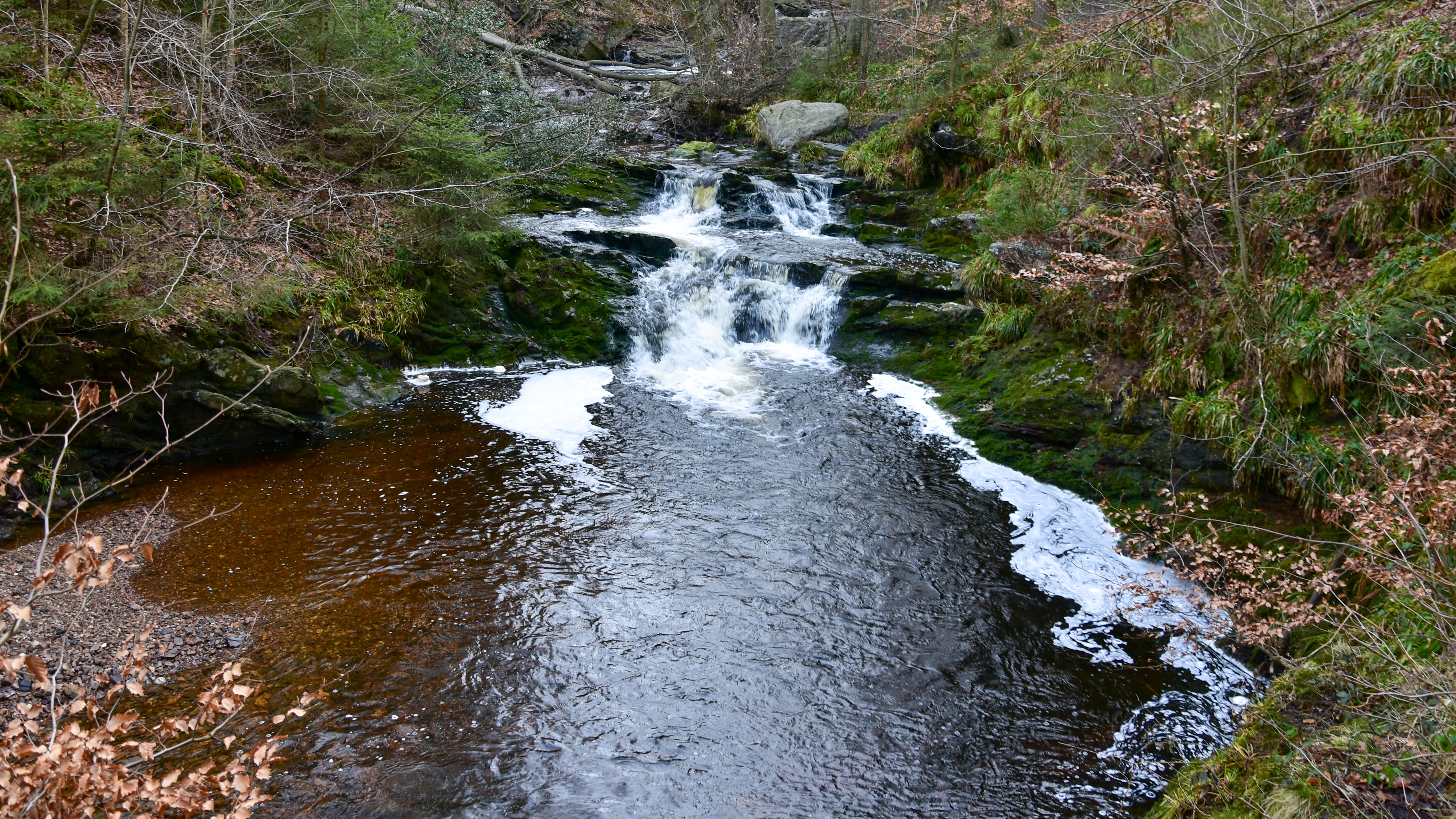
Marie-Henriette-waterval
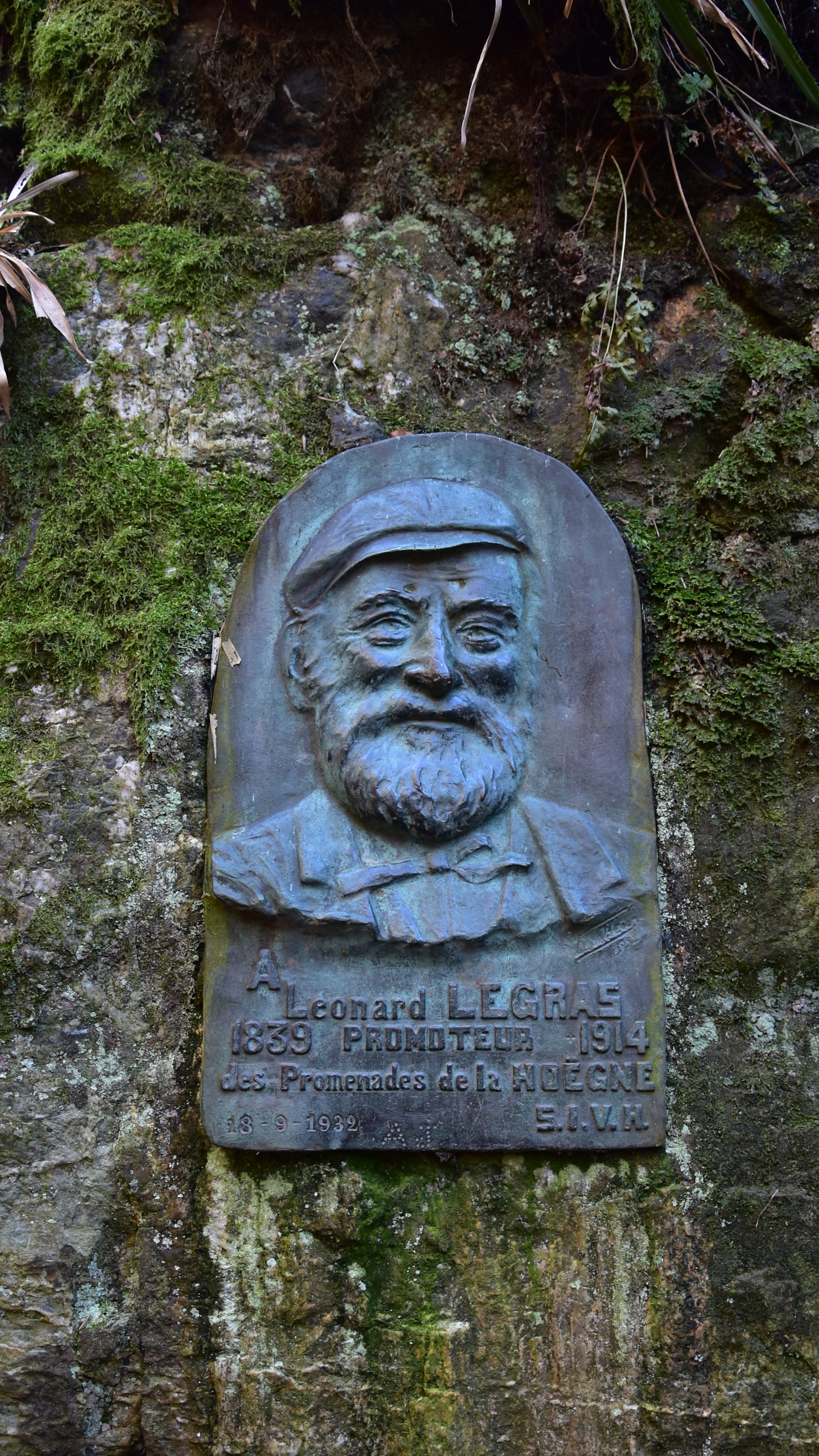
Leonard Legras
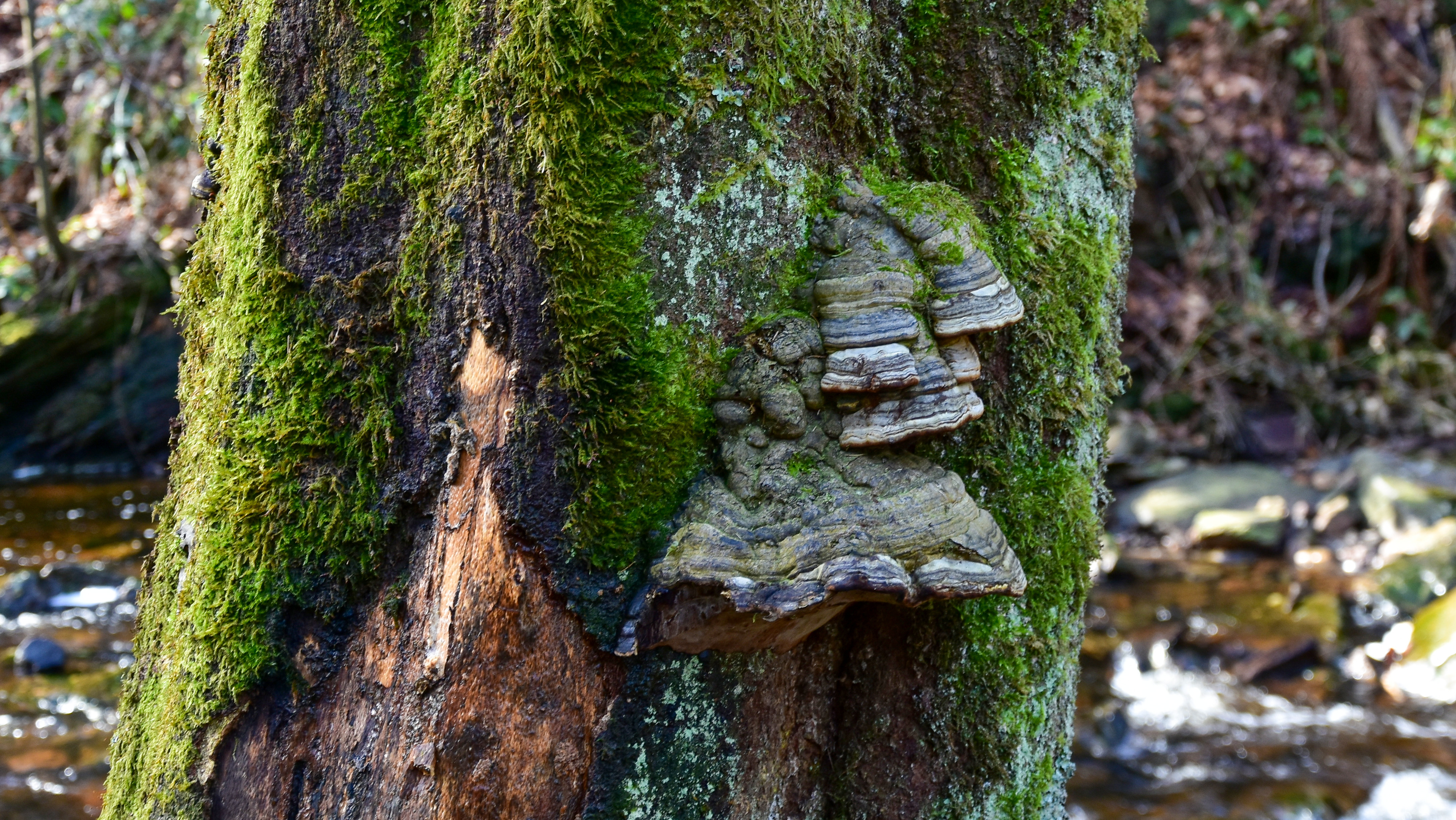
Echte tonderzwam
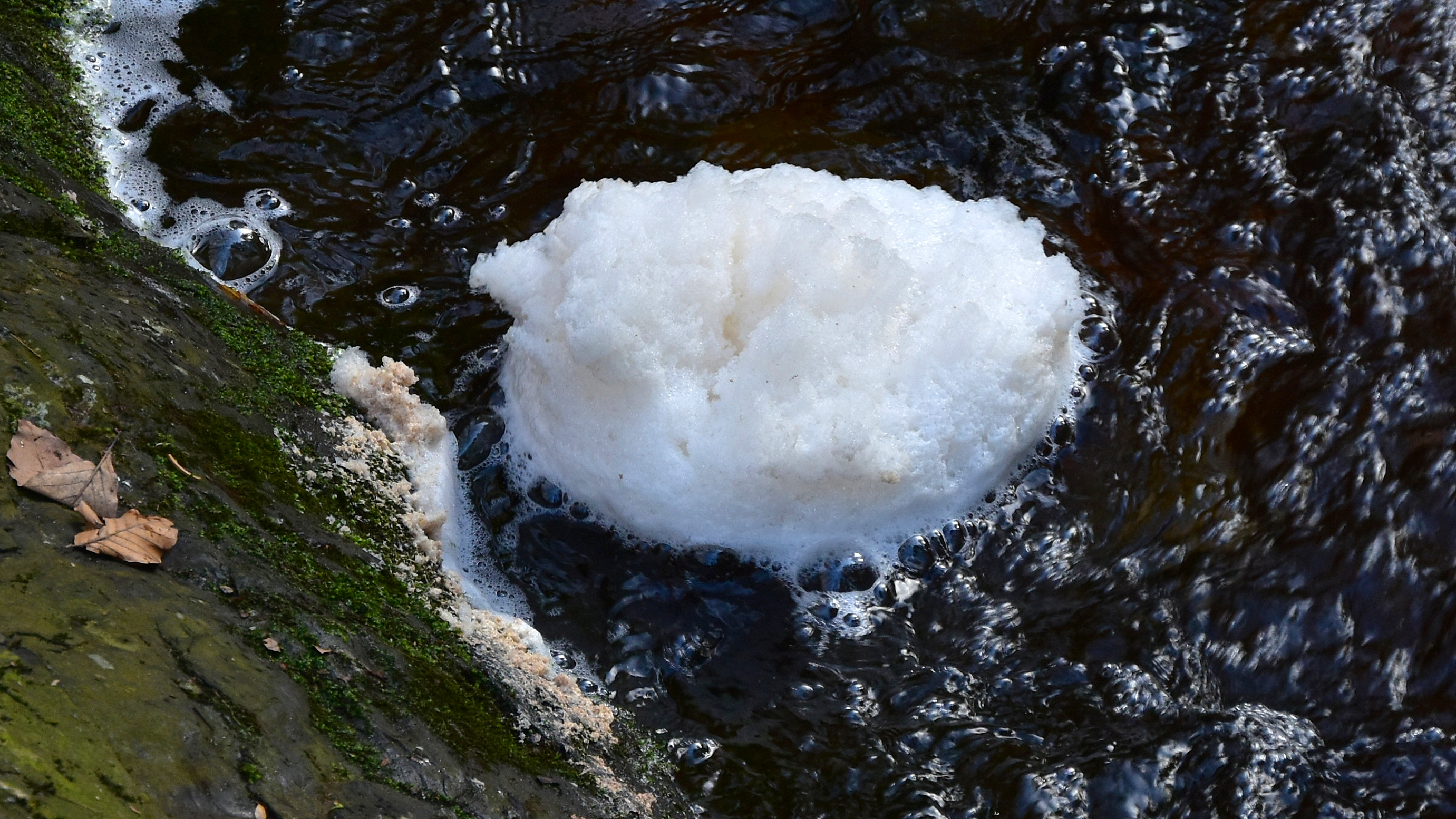
Een veentaart
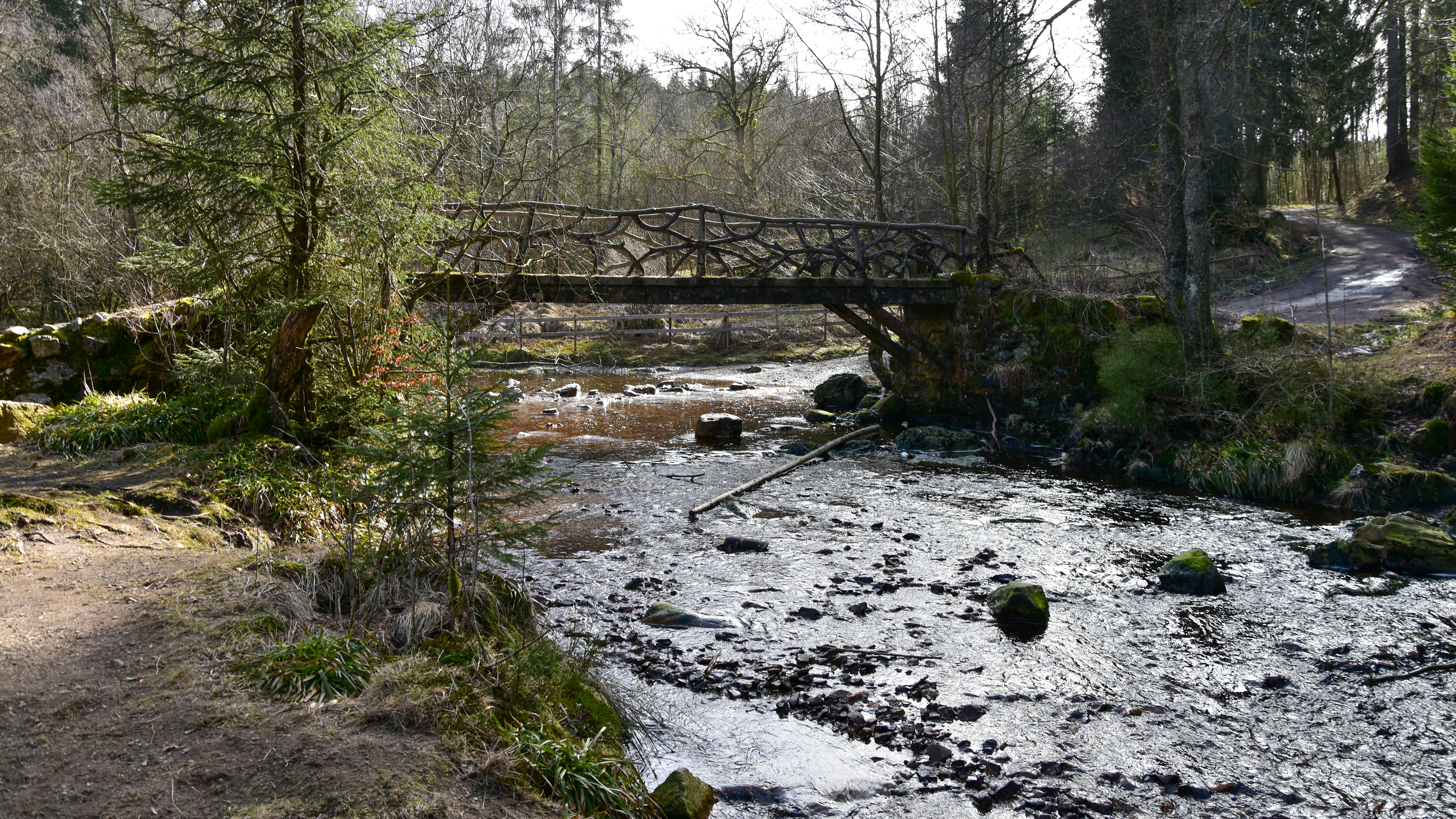
De Pont du Centenaire